# Apache Accumulo
Apache Accumulo è un sistema di archiviazione dati distribuito e ordinato basato su un sistema chiave-valore basato sul progetto BigTable di Google. È un sistema costruito su Apache Hadoop, Apache ZooKeeper, e Apache Thrift.
Scritto in Java, Accumulo ha etichette d'accesso a livello di cella e meccanismi di programmazione lato server.
Accumulo è il terzo più famoso sistema NoSQL ad archiviazione per grandi colonne secondo la classifica DB-Engines.

## Articoli scientifici
- 2011 YCSB++: Benchmarking and Performance Debugging Advanced Features in Scalable Table Stores by Carnegie Mellon University and the National Security Agency.
- 2012 Driving Big Data With Big Compute by MIT Lincoln Laboratory.
- 2013 D4M 2.0 Schema:A General Purpose High Performance Schema for the Accumulo Database by MIT Lincoln Laboratory.